# 粘核毛桃
粘核毛桃（学名：Prunus persica var. scleropersica）为蔷薇科李属下的一个变种。

## 扩展阅读
- 維基物種上的相關：粘核毛桃